# Куреха
«Куреха Корпорейшн» (англ. Kureha Corporation, яп. 株式会社クレハ, TYO: 420) — японская компания, которая в основном предлагает конструкционные и химические изделия, а также изделия из смол. Штаб-квартира находится в Башне «Торунарэ» в Нихомбаси-Хаматё в Тюо в Токио. Президент и CEO — Ютака Кобаяси (小林豊).
Имеет пять бизнес-сегментов. Сегмент конструкционных продуктов составляют конструкционные смолы, углеродные продукты, полигликолевые кислоты и полифениленсульфидные смолы. Сегмент химических продуктов составляют органические и неорганические химикаты, фармацевтические препараты и агрохимикаты. Сегмент продуктов из смол составляют упаковочные материалы для пищевых продуктов, бытовые изделия и химические волокна. Сегмент, связанный со строительством, составляют контрактные работы по инжинирингу и проектированию зданий, а также надзор за проектированием и монтажом промышленного оборудования и природоохранной деятельностью. Сегмент, связанный с другими продуктами, составляют переработка промышленных отходов, анализ и измерение материалов, оценка воздействия на окружающую среду, а также продажа, лизинг и управление недвижимостью.

## История
До сентября 2005 года компания называлась «Куреха кемикал индастри» / «Куреха Кагаку Когё» (呉羽化学工業株式会社, Kureha Chemical Industries Corporation / Kureha Kagaku Kogyo k.k.). Название получила от компании «Куреха Коттон Спиннинг», а последняя — от японского топонима Курэха (呉羽), села в 1940—1954 гг., посёлка в 1954—1965 гг., с 1965 года — часть города Тояма.
В 1934 году было основано акционерное общество «Сёва Дзинкэн» (昭和人絹, Showa Jinken), занимавшееся хлопкопрядением. В 1939 году произошло слияние «Сёва Дзинкэн» с компанией «Куреха Коттон Спиннинг» (呉羽紡績, Kureha Cotton Spinning), основанной в 1929 году, занимавшейся хлопкопрядением и поглощённой в 1966 году компанией «Тоёбо» (Toyobo). В 1944 году из «Куреха Коттон Спиннинг» было выделено химическое производство и основана компания «Куреха Кемикал Индастриал».
Компания «Куреха Кемикал Индастриал» начала свою работу по утилизации хлора, побочного продукта, вырабатываемого при получении каустической соды сразу после Второй мировой войны. «Куреха» выпускала хлорированные инсектициды, поливинилиденхлоридный латекс и поливинилиденхлоридную смолу («Крехалон», Krehalon). В 1949 году «Куреха» вышла на Токийскую фондовую биржу. В течение 1950-х годов компания расширила ассортимент продукции, выпускала химические удобрения, поливинилиденхлоридное волокно и поливинилиденхлоридную плёнку, поливинилхлоридую смолу, полуавтоматические упаковочные машины. В 1958 году компания получила Премию Деминга.
В 1960 году «Куреха» начала выпускать упаковочную плёнку для бытовых нужд (Krewrap). В 1960-х годах «Куреха» занялась крекингом сырой нефти, производила сульфит натрия и тетрахлорэтилен, модификатор ударопрочности ПВХ (Kureha BTA), автоматические упаковочные машины (KAP), поливинилиденхлоридные бутылки, формованные с раздувом. В 1965 году штаб-квартира компании переехала в Нихомбаси-Хоридомэтё. Компанией «Куреха» был получен и запатентован в 1969 году флюорокарбон. В СССР это вещество производилось под названием фторопласт-2.
В 1970-е годы «Куреха» начала выпускать Rabcide — фунгицид против рисового гриба (Magnaporthe grisea), гранулированный грунт для выращивания растений, многослойные бутылки (Blow Ace) из этиленвинилового спирта (EVOH), многослойную термоусадочную плёнку (ML), неусадочные многослойные плёнки (Pairflex) из EVOH, искусственную траву (Grand Turf), полимер поливинилиденфторид (ПВДФ) под маркой KF-полимер, леску из ПВДФ (Seaguar), длинную леску (MANYU), пьезоэлектрические и пироэлектрические плёнки (KF Piezo Film), углеродное волокно, микрокапсулированные красители (KMC — Kureha Micro Capsule Oil) для безуглеродной копировальной бумаги, активированный уголь в виде шариков, специальные углеродные материалы, фармакопейный препарат на основе грибных глютанов крестин (Krestin), основу которого составляет грибной полисахарид, обладающий противоопухолевой и иммуностимулирующей активностью.
При содействии специалистов компании «Куреха» в декабре 1972 года открылось производство поливинилхлоридной смолы на волгоградском «Каустике».
В 1980-е годы «Куреха» начала выпускать компьютерную трёхмерную исполняющую систему моделирования молекул (ANCHOR), материалы для выращивания газонов (Kureha Shiba Ace), полифениленсульфидную смолу (Fortron KPS), поливинилденфторидный связующий материал для вторичных (перезаряжаемых) литий-ионных аккумуляторов (KF-полимер), добавки для изменения свойств пластика, пластиковые линзы, углеродное волокно для усиление железобетона, адсорбент из активированного угля для перорального применения — кремезин (Kremezin), применяемый при хронических болезнях почек. В 1989 году «Куреха» изменила дизайн упаковки, добавив V-образный резак, и начала выпуск упаковочной плёнки для бытовых нужд под названием NEW Krewrap.
Компанией «Куреха» был разработан технологический процесс «Юрека» (термокрекинг гудрона перегретым водяным паром) получения нефтяных спекающих добавок, применяемых в шихтах для коксования.
В 1990-е годы «Куреха» начала выпускать сельскохозяйственные фунгициды (Metconazole), фунгициды для обработки семян (Ipconazole), высокобарьерные пленочные материалы (Besela), потребительские товары, в том числе серию бытовых изделий «Китинто-Сан» (яп. キチントさんシリーズ), леску (Riverge), оптические материалы (Lumicle), углеродные материалы для вторичных (перезаряжаемых) литий-ионных аккумуляторов (Carbotron P). Компанией «Куреха» были получены и запатентованы в 1998 году производные N-(фенилсульфонил) пиколинамида. Такие соединения пригодны для применения в качестве очень активных гербицидов нового поколения.
В 2000-е годы «Куреха» начала выпускать Krefine — материал, рассеивающий статическое электричество.
В сентябре 2005 года компания «Куреха Кемикал Индастриал Корпорейшн» переименована в «Куреха Корпорейшн», а штаб-квартира компании переехала в Башню «Торунарэ» в Нихомбаси-Хаматё.